# 去/不去
去/不去（Go/No go）是决策过程中的仅有两个可选项的测试。例如在一次测验中可能的结果是“通过”与“未通过”，在一个决策中“执行”或“不执行”。
在工业中，去/不去测试是成品品質控制检验中所要执行的。未通过测试的产品将作为次品加以标签。